# Serenity (pel·lícula de 2019)
Serenity és una pel·lícula de thriller dirigida i escrita per Steven Knight. La pel·lícula és protagonitzada per Matthew McConaughey, Anne Hathaway, Diane Lane, Jason Clarke, Djimon Hounsou i Jeremy Strong. S'ha doblat al català central, i també al valencià per a À Punt.
La pel·lícula va ser estrenada el 25 de gener de 2019, per Aviron Pictures.

## Argument
Baker Dill és un capità de vaixell pesquer que viu una vida tranquil·la i protegida a una illa enfront de la costa de Florida. Passa els seus dies liderant gires en un enclavament tranquil i tropical anomenat Illa de Plymouth i està obsessionat amb la captura d'una tonyina aleta groga gegant evasiva a qui anomena "Justícia".
Un dia, la seva exesposa Karen el rastreja amb una súplica desesperada d'ajuda. Ella li prega a Dill que la salvi a ella i al seu petit fill del seu nou i violent espòs, Frank, oferint-li a Dill 10 milions de dòlars per a deixar al seu espòs en l'oceà perquè se'l mengin els taurons. Ella li diu a Dill que Frank arribarà més tard en la setmana i que ho han reservat per a un viatge de pesca, l'oportunitat perfecta perquè Dill el deixi caure per la borda.
Dividit entre què està bé i què està malament, Dill torna a una vida que havia tractat d'oblidar, ja que el seu món se submergeix en una nova realitat que pot no ser tot el que sembla.
Aviat es fa evident que Dill és un personatge d'un joc de computadora basat en una persona real anomenada John Mason, qui va ser assassinat a l'Iraq en 2006 i va ser el pare del dissenyador del joc, Patrick. Patrick havia basat el personatge en un record del seu pare portant-lo a pescar quan tenia tres anys. No van pescar cap peix (pel que Dill no pot atrapar a Justice), però quan Karen, una vídua, es torna a casar, Patrick més tard presenta a la seva mare i al seu padrastre abusiu com a nous personatges en el joc, i canvia el de Dill de la tasca d'atrapar tonyina a la d'assassinar al seu padrastre.
Dill aviat comença a adonar-se que ell i els altres habitants de l'illa de Plymouth són merament personatges d'intel·ligència artificial creats pel seu propi fill. No obstant això, decideix seguir l'objectiu de matar a Frank.
Mentre Dill duu a terme l'objectiu, Patrick reuneix el coratge per enfrontar-se a Frank en la vida real i l'apunyala al pit amb un ganivet que solia pertànyer al seu pare. Frank mor i Patrick és acusat d'assassinat, però l'alliberen sota la custòdia de la seva mare mentre espera el judici. Ell dissenya un nou joc de computadora en el qual ell i el seu pare es retroben.

## Repartiment
- Matthew McConaughey com Baker Dill.
- Anne Hathaway com Karen.
- Diane Lane com l'interès amorós de Baker.
- Jason Clarke com Frank Zariakas, l'espòs de Karen.
- Djimon Hounsou com Duke
- Jeremy Strong com Reid Miller.
- Charlotte Butler com Lois.
- David Butler com Jack.
- Rafael Sayegh com Patrick Dill.

Hathaway va dir que l'atreia interpretar a Karen perquè el personatge es posa una "màscara" definida per la "mirada masculina", i també que no se li sol demanar que interpreti aquest tipus de personatges.

## Estrena
El febrer de 2018, Aviron Pictures va adquirir els drets de distribució de la pel·lícula. La pel·lícula estava programada per a estrenar-se el 28 de setembre de 2018. No obstant això, més tard es va retardar fins al 19 d'octubre de 2018 i després novament fins al 25 de gener de 2019.

## Recepció
Serenity va rebre ressenyes generalment negatives de part de la crítica i de l'audiència. En el lloc web especialitzat Rotten Tomatoes, la pel·lícula posseeix una aprovació de 19%, basada en 178 ressenyes, amb una qualificació de 3.92/10, i amb un consens crític que diu: "Un misteri d'alt concepte amb un gir, Serenity no és el que sembla ser al principi, desafortunadament, tampoc és tan intel·ligent o entretinguda com sembla". De part de l'audiència té una aprovació de 35%, basada en 1069 vots, amb una qualificació de 2,71/5.
El lloc web Metacritic li va fer a la pel·lícula una puntuació de 37 de 100, basada en 37 ressenyes, indicant "ressenyes generalment desfavorables". Les audiències enquestades per CinemaScore li van atorgar a la pel·lícula una "D+" en una escala de A+ a F, mentre que en el lloc IMDb els usuaris li van assignar una qualificació de 5,3/10, sobre la base de 18 863 vots. A la pàgina web FilmAffinity la cinta té una qualificació de 4,1/10, basada en 349 vots.